# Dywizjon Jazdy Ochotniczej

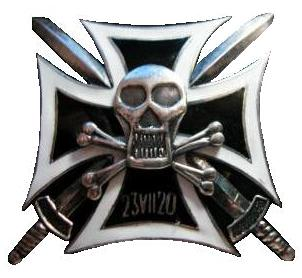
Replika emblematu dywizjonu z 1920 roku

Dywizjon Jazdy Ochotniczej (Dywizjon Huzarów Śmierci) – pododdział kawalerii Wojska Polskiego II RP i Wojska Litwy Środkowej.

## Historia
23 lipca 1920 r., w czasie wojny polsko-bolszewickiej, rozpoczęto w Białymstoku formowanie jednostki Dywizjonu Jazdy Ochotniczej (była to oficjalna nazwa tego pododdziału) w składzie dwóch szwadronów: konnego i pieszego. W jego skład weszli żołnierze Jazdy majora Jaworskiego i Pułku Jazdy Tatarskiej oraz ochotnicy.
30 lipca tego roku pod wsią Dzierzbany jednostka przeszła swój chrzest bojowy. Zdobyto wówczas dwa karabiny maszynowe, które dały podstawy do formowania szwadronu karabinów maszynowych. Zaprzysiężenie dywizjonu odbyło się w Prostyni. 2 sierpnia oddział podporządkowany został dowódcy XXIX Brygady Piechoty. 10 sierpnia pod Warszawą w jego skład włączony został szwadron łódzkiej policji konnej pod dowództwem komisarza Andrzeja Jezierskiego. Następnego dnia dowódca 1 Armii podporządkował dywizjon płk. Małachowskiemu, dowódcy Grupy „Zegrze”. 14 sierpnia w czasie Bitwy Warszawskiej huzarzy podporządkowani zostali dowódcy IV batalionu 157 pułku piechoty i wraz z nim przez dwa kolejne dni walczyli pod Nieporętem. 16 sierpnia dywizjon ubezpieczał VI Brygadę Piechoty Legionów nad Narwią, a następnego dnia razem z batalionem lotniczym obsadzał odcinek „Beniaminów”, do drogi ze wsi Borki. Tego samego dnia w południe dywizjon podporządkowany został gen. Żeligowskiemu, a wieczorem pod wsią Borki wykonał szarżę siłami półszwadronu, w wyniku której odzyskane zostały cztery polskie działa z jaszczami. Pod Mińskiem Mazowieckim ze składu dywizjonu wyłączony został szwadron łódzkiej policji konnej. 21 sierpnia pod Myszyńcem dywizjon dwa razy szarżował na tabory sowieckie. W czasie drugiej szarży zdobył 9 armat.
Rozejm 18 października zastał oddział pod Lidą. Przez kolejne dwa miesiące jednostka wypoczywała w Teresinie, po czym skierowana została do Wilna. Tam dywizjon podporządkowany został dowódcy 210 Ochotniczego Pułku Ułanów, uzupełnił stany osobowe i obsadził odcinek polsko-litewskiej linii demarkacyjnej Rudniki-Olkieniki. W tym okresie jednostka występowała pod nazwą 1 Dywizjon Huzarów Wojsk Litwy Środkowej.
1 lutego 1921 roku oddział wycofany został do Gudunaj i wcielony do 23 pułku ułanów Nadniemeńskich jako 5 i 6 szwadron. Jednocześnie z dywizjonu wyłączono pluton łączności i pluton karabinów maszynowych, które włączono w skład szwadronu sztabowego Dywizji Jazdy Wojsk Litwy Środkowej. W marcu oba szwadrony skierowane zostały do Wilna, ówczesnej stolicy Litwy Środkowej. 20 marca szwadrony wydzielone zostały z 23 pułku ułanów Nadniemeńskich i przydzielone w charakterze kawalerii dywizyjnej do 1 Dywizji Litewsko-Białoruskiej (5 szwadron) i 2 Dywizji Litewsko-Białoruskiej (6 szwadron). 22 lipca 1921 Minister Spraw Wojskowych nakazał włączyć szwadrony do 3 pułku strzelców konnych. 5 szwadron początkowo przemianowany został na 3, a później na 2 szwadron 3 psk natomiast 6 szwadron po wcieleniu do 3 psk został 7, a później 3 szwadronem. 27 kwietnia 1922 r. oba szwadrony przybyły do Białegostoku – pokojowego garnizonu 3 pułku strzelców konnych. 8 grudnia 1922 cały pułk przeniósł się do garnizonu Wołkowysk.
Dywizjon Huzarów Śmierci nigdy nie poniósł porażki.
Huzarzy nosili proporczyki biało-czarne z przypiętą trupią główką lub czarne z białym trójkątem. W składzie Wojska Litwy Środkowej huzarzy nosili proporczyki trójkątne biało-czarne.

## Nawiązania do tradycji Dywizjonu
1. Jednostka Strzelecka 5001 im. Dywizjonu Huzarów Śmierci w Warszawie - oddział terenowy Związku Strzeleckiego "Strzelec" Józefa Piłsudskiego. Organizacja o charakterze proobronnym, będąca bezpośrednią kontynuacją przedwojennego Związku Strzeleckiego.  JS5001 powstała już w latach 90. XX wieku. Obecnie jest prowadzona przez Fundację Edukacji dla Bezpieczeństwa.
2. Polski Korpus Ochotniczy, walczący na Ukrainie[5].

## Obsada personalna
Obsada personalna dywizjonu w sierpniu 1920
- dowódca – por. Józef Siła-Nowicki[a]
- adiutant – pchor. Goszczyński
- dowódca 1 szwadronu – ppor. Stanisław Nowicki
- dowódca 2 szwadronu – pchor. Pniewski
- dowódca szwadronu karabinów maszynowych – chor. Baran